# منتخب ميانمار للكريكت
منتخب ميانمار الوطني للكريكت هو ممثل ميانمار الرسمي في المنافسات الدولية في الكريكت .